# Castelseprio
Castelseprio là một đô thị tại tỉnh Varese trong vùng Lombardia, có cự ly khoảng 35 km về phía tây bắc của Milan và khoảng 11 km về phía nam của Varese, bordering the municipalities of Cairate, Carnago, Gornate-Olona và Lonate Ceppino.
Đô thị này có dân số 1.276 người  và diện tích 3,9 km².